# Agricultural Adjustment Act
Pour les articles homonymes, voir AAA.
L'Agricultural Adjustment Act (en français « Loi d'ajustement agricole ») ou AAA est une loi des États-Unis entrée en vigueur en pleine Grande Dépression dans le cadre de la politique de New Deal de Franklin D. Roosevelt en 1933. 
Dans un contexte de déflation agricole consécutive à la crise de 1929, l'AAA visait à redonner de la valeur aux récoltes des agriculteurs, afin de stabiliser leur situation, en constante dégradation depuis le début des années 1930. La loi octroyait ainsi des crédits à faible taux d'intérêt et des indemnités compensatrices aux agriculteurs acceptant de ne pas cultiver une partie de leurs terres. L'objectif final était d'obtenir une contraction de l'offre et donc une hausse des prix des productions agricoles afin d'enrayer la spirale déflationniste qui affectait quelque 15 millions d'agriculteurs américains, proches de la ruine. 
La loi conduisit à la mise en place d'une nouvelle agence, la Agricultural Adjustment Administration, chargée du contrôle du versement des subventions. Ce texte est par ailleurs considéré comme le premier Farm Bill moderne.
Le bilan de l'AAA est nuancé : s'il a sorti de la crise les producteurs de coton du Sud, il a en revanche ruiné les ouvriers agricoles et les métayers de cette région.